# 福田大和 (2004年生の柔道家)
福田 大和（ふくだ やまと、2004年2月12日 - ）は、日本の柔道家。島根県出身。階級は66kg級。身長168cm。段位は二段。組み手は右組み。得意技は内股。

## 経歴
柔道は7歳の時に古志原少年柔道教室で始めた。松江第二中学3年の時に全国中学校柔道大会66kg級決勝で埼玉栄中学3年の猪瀬真司を内股で破って優勝した。平田高校へ進むと、1年の時には全日本カデで優勝するも、世界カデでは5位に終わった。2年の時には全国高校選手権の決勝で埼玉栄高校2年の猪瀬に一本背負投で敗れて2位にとどまった。3年の時にはインターハイの決勝で東海大相模高校2年の服部辰成に技ありで敗れて2位にとどまったが、全日本ジュニアでは優勝した。グランプリ・アルマダでは5位だった。
2022年に東海大学へ進むと、2年の時には全日本ジュニアの決勝で國學院大學3年の羽田野啓太を技ありで破って、2年ぶり2度目の優勝を果たした。今大会では60kg級でも同姓同名の福田大和が優勝するという珍事が起こっており、これについて「（周囲から高校2年でIJFワールド柔道ツアーの一つであるグランプリ・アルマダを制した60kg級の福田に）ずっと間違われている。“弱い方の福田大和”と言われないように、“66kg級の福田大和”もいるんだぞというところを見せられたかな」と語った。続く世界ジュニアでは決勝まで進むと、イスラエルのエラン・フィクスに技ありを先取されるも、送襟絞で逆転勝ちして優勝を飾った。1時間近く前に60kg級の福田も優勝していたため、全く同じ名前の選手が同日にチャンピオンになるという珍事が再び起きた。12月のグランドスラム・東京では2回戦でブラジルのウィリアン・リマに技ありで敗れた。3年の時には学生体重別で優勝した。体重別団体でも優勝した。
IJF世界ランキングは882ポイント獲得で52位（2024年9月30日現在）。

## 戦績
- 2018年 - 全国中学校柔道大会 優勝
- 2019年 - 全日本カデ 優勝
- 2019年 - 世界カデ 5位
- 2021年 - 全国高校選手権 2位
- 2021年 - インターハイ 2位
- 2021年 - 全日本ジュニア 優勝
- 2022年 - グランプリ・アルマダ 5位
- 2022年 - スペインジュニア国際 優勝
- 2023年 - 全日本ジュニア 優勝
- 2023年 - 世界ジュニア 優勝
- 2024年 - 学生体重別 優勝
- 2024年 - 体重別団体 優勝

（出典）